# Seznam slovenskih romanov leta 2013
Seznam slovenskih romanov, ki so prvič izšli leta 2013.
| Avtor                  | Naslov                       |
| ---------------------- | ---------------------------- |
| Vesna Karlin           | Prevara                      |
| Feri Lainšček          | Orkester za poljube          |
| Rudi Mlinar            | Ko ni cvetela ajda           |
| Tone Partljič          | Pasja ulica                  |
| Irena Velikonja        | Črna ovca, črni vran         |
| Aleksandra Kocmut      | Čisto sam na svetu           |
| Davorin Lenko          | Telesa v temi                |
| Evald Flisar           | Začarani Odisej              |
| Ana Balantič           | Odrezana sreča               |
| Polona Škrinjar        | Križev pot Elze Kociper      |
| Slavko Pregl           | Kukavičje jajce              |
| Vinko Möderndorfer     | Balzacov popek               |
| Nataša Konc Lorenzutti | Kava pri dišečem jasminu     |
| Nataša Sukič           | Kino                         |
| Miha Mazzini           | Paloma negra                 |
| Jurij Hudolin          | Ingrid Rosenfeld             |
| Emil Filipčič          | Skrivnost užitka             |
| Željko Kozinc          | Srečni konci                 |
| Milan Kleč             | Matičar                      |
| Zoran Hočevar          | Prva liga                    |
| Avgust Demšar          | Miloš                        |
| Florjan Lipuš          | Poizvedovanje za imenom      |
| Cecilija Novak         | Štiri zvezdice               |
| Milan Kleč             | Ura resnice                  |
| Tone Frelih            | Grožnja s smrtjo             |
| Ernest Jazbinšek       | Vrnitev v življenje          |
| Rudi Podržaj           | Simonove priče               |
| Robert Simonišek       | Soba pod gradom              |
| Jasmin B. Frelih       | Na/pol                       |
| Miha Stopar            | Herman Vitežnik              |
| Alojz Ihan             | Slike z razstave             |
| Norma Bale             | Karamel                      |
| Tone Peršak            | Usedline                     |
| Tanja Frumen           | Ljubosumje navadnega moškega |
| Aneja Gros             | Rožna izbranka               |
| Aneja Gros             | Na valovih vetra             |
| Aneja Gros             | Zamrznjena v času            |
| Annalight Night        | Uslužbenka Zmaja             |
| Annalight Night        | Uslužbenka Senc              |
| Annalight Night        | Poljub Črnega jezera         |
| Sonja Koranter         | Začaran vrt                  |
| Valerija Krznarič      | Princesa Vivien              |
| Jože Debevc            | Ljubezen je prišla z zamudo  |